# Майкл Бертон Браун
Майкл Бертон Браун (англ. Michael Burton Brown; нар. 5 березня 1970, Колумбус, Огайо, США) — американський баскетбольний тренер, який є головним тренером команди НБА «Сакраменто Кінгз». З 2 липня 2005 до 24 травня 2010 був головним тренером клубу НБА «Клівленд Кавальєрс». У 2009 був обраний тренером року НБА. Саме під керівництвом Брауна «Кавальєрс» вперше в своїй історії вийшли у фінал НБА (у 2007), продемонстрували рекордні для себе показники у регулярній першості (66 перемог у сезоні 2008-09) та двічі поспіль посідали перше місце в НБА за результатами регулярної першості (сезони 2008-09 та 2009-10).
25 травня 2011 Браун став головним тренером «Лос-Анджелес Лейкерс».